# ماتیاس آلمیدا
ماتیاس آلمیدا (انگلیسی: Matías Almeyda؛ زادهٔ ۲۱ دسامبر ۱۹۷۳) بازیکن بازنشسته و مربی فوتبال اهل آرژانتین است که در حال حاضر هدایت باشگاه فوتبال بانفیلد را بر عهده دارد.
از باشگاه‌هایی که در آن بازی کرده‌است می‌توان به لاتزیو، پارما، اینتر میلان، لین، برشا، سویا و ریور پلاته اشاره کرد.
وی همچنین سابقه‌ی بازی در تیم ملی فوتبال آرژانتین را دارد و در دو جام جهانی ۱۹۹۸ و ۲۰۰۲ برای این تیم به میدان رفت.